# جيري دي. توماس
جيري دي. توماس (بالإنجليزية: Jerry D. Thomas)‏ (1959 - 15 مارس 2019)؛ كاتِب مُتخصِّص في أدب الأطفال وروائي أمريكي.